# Ecsedy Csaba
Ecsedy Csaba (Munkács, 1942. április 25. – Budapest, 1995. június 4.) néprajztudós, etnológus, afrikanista. Fő kutatási területe a tradicionális államok társadalmi szerkezete volt a gyarmatosítás előtti Fekete-Afrikában.

## Élete és munkássága
Családja 1945-ig Munkácson élt. Nagyapja Margittai Antal (1880–1939) botanikus volt. Testvére volt Ecsedy Ildikó (1938–2004) nyelvész, sinológus.
A budapesti Kőrösi Csoma Sándor Gimnáziumban érettségizett 1960-ban. 1962-ig a Rádiótechnikai Gyár segédmunkása volt, majd az ELTE Bölcsészettudományi Karon szerzett magyar szakos középiskolai tanári–etnográfus oklevelet 1967-ben, és doktorált 1968-ban. 
1967-től a Néprajzi Múzeum muzeológusa, az Afrika-gyűjtemény kezelője volt. 1979-től az MTA Nyelvtudományi Intézete Orientalisztikai Munkaközösségének tudományos munkatársa volt haláláig.  
1976-tól az ELTE BTK Folklór Tanszéke, illetve Kulturális Antropológiai Tanszéke előadója volt.
Néprajzi gyűjtőutakat tett Szudánban (1972), Ghánában (1975–1976). Etnológiával, szociálantropológiával, Afrika törzsi vallásaival, a közösségi földtulajdon és államszervezet, illetve az ázsiai termelési mód afrikai jelenlétével foglalkozott. Világviszonylatban is egyedülállóak a szudáni nilotida burunok és majakok néprajzáról írott dolgozatai, illetve 2500 szóból álló nyelvi gyűjteménye. A Magyar Néprajzi Társaság Etnológiai Szakosztályának tagja volt.

## Elismerései
- Jankó János-díj (1974).
- 1996-ban posztumusz megkapta a néprajztudomány kandidátusa címet

## Főbb művei
- A tradicionális állam sajátosságai Fekete-Afrikában. Egyetemi doktori értekezés (Bp., 1968)
- Magyar László. (Ethnographia, 1969)
- A társadalmi kultúra kutatása a mai angol szociálantropológiában. (Népi Kultúra – Népi Társadalom, 1970)
- Afrika és Óceánia törzsi művészete. A Néprajzi Múzeum kiállítása a Szépművészeti Múzeumban. Katalógus, szerkesztette Boglár Lajossale. (1971)
- Fekete-Afrika művészete. (Köznevelés, 1972. 4.)
- An Unknown People of The Sudan. (The New Hungarian Quaterly, 1973)
- Aspects of Hunting among the Maiak of the Hill Burun, Sudan. (Acta Ethnographica, 1973)
- Termelési viszonyok és tradicionális állam Fekete-Afrikában. Egy. doktori értek. is. (Dissertationes *Ethnographicae. Tanulmányok az anyagi kultúra köréből. Szerk. Tálasi István. Bp., 1973)
- A vadászat szerepe a hegyi burunok majak törzsénél. 10 képpel. (Ethnographia, 1975)
- A közösségi földtulajdon szerepe a fekete-afrikai uralkodó csoportok kialakulásában. (Magyar Filozófiai Szemle, 1975)
- Földtulajdon és államszervezet Fekete-Afrikában. (Őstársadalom és ázsiai termelési mód. Szerk. Tőkei Ferenc. Bp., 1976)
- Magyar László. – Teleki Sámuel. – Torday Emil. (A magyar néprajz klasszikusai. Messzi népek magyar kutató. Az egyetemes néprajz magyar előfutárai és klasszikusai. I–II. köt. Bp., 1978)
- Az ázsiai termelési mód a történelemben. Tanulmányok, vitacikkek. Vál., szerk. Az előszót Tőkei Ferenc írta. (Bp., 1982)
- Földtulajdon és államszervezet Fekete-Afrikában. – Az ázsiai termelési mód Fekete-Afrikában. (Őstársadalom és ázsiai termelési mód. Szerk. Tőkei Ferenc. 2. bőv. kiad. 1982)
- Hogyan közlekednek? Urai Erikával. (Bp., 1982; angolul: 1985; 2. angol kiad. 1986)
- A nomádok történeti mozgásának formái és szerepe Fekete-Afrikában. (Kőrösi Csoma Kiskönyvtár 18. *Nomád társadalmak, nomád államalakulatok. Szerk. Tőkei Ferenc. Bp., 1984)